# Софроний Литицки
Софроний (на гръцки: Σωφρόνιος, Софрониос) е гръцки духовник, архиепископ на Вселенската патриаршия.

## Биография
Роден е в Одрин. През февруари 1811 година е избран и по-късно е ръкоположен за литицки митрополит в Ортакьой.
В 1821 година при избухването на Гръцката революция епископ Софроний, който е член на Филики Етерия, сформира революционна чета от жители на Мандрица и Ортакьой, която прекосява българските земи и се присъединява към войските на Александър Ипсиланти и участват в революцията на Молдова. След провала на революцията оцелелите стигат до Епир, а оттам до Румелия.
Умира в 1827 година.